# Sematophyllum flaccidifolium
Sematophyllum flaccidifolium är en bladmossart som beskrevs av Mitten 1869. Sematophyllum flaccidifolium ingår i släktet Sematophyllum och familjen Sematophyllaceae. Inga underarter finns listade i Catalogue of Life.